# ツイーター
ツイーター（Tweeter）は高音用スピーカーのことである。ツィーター、ツイータ、トゥイーターとも。

## 概略
スピーカーシステム高音部を受け持つスピーカーユニットで、名称的には小鳥のさえずり声（英語では'tweet'）から付けられた。全ての帯域を一つのスピーカーでまかなうフルレンジスピーカーによる高域再生に比べ、指向性、ドップラー歪、分割共振による色付きの少なさなどの点が良好で、ある程度以上のHiFi再生には、ツイーターを独立させた方が有利である。一方でネットワークを介する事による音の劣化があるため、特に高音に優れたフルレンジと比べた場合には、劣る場合もあるという異論もある。高音域は楽器の倍音成分なども含まれ、全体的な解像力感や上質感、美しさなどを決定する要素である。
ツイーターの中には、超高音域のみの再生を主眼としたスーパーツイーターもある。ツイーターを持つスピーカーに更なる高音を加えたり、あるいはフルレンジユニットで高音域まで再生する際、そのさらに高音を追加するのに用いる。
なお、どの帯域が高音なのか、超高音なのか、厳密な定義は存在しない。あくまで例であるが、1kHz以上を再生するツイーターもあれば、10 kHz以上を再生するツイーターもある。数百 Hzから再生するツイーターもあり、ラッパ状の大型のものとなり、30 cmや38 cm以上の大口径のウーファーと組み合わせる場合が多い。一般にスコーカー（中音域用）を加えた3ウエイ以上の構成の場合は5 kHz前後以上を担わせる場合が多いが、2ウエイの場合は先述のように定義はないため、何 Hz以上をツイーターが担うかは様々である。

## 機構的特徴
指向性を広くし、質量を軽くするため、一般に小口径となる。振動系の剛性も高くとられ、ストロークはほとんどないに等しい。一般に低音は大振幅となるので、ツイーターに低音を入力すると破損する。そのため、予めパワーアンプの前または後でハイパスフィルタを用いる。
動電型の直接放射型が多く用いられ、コーン型、ドーム型の振動板が主に用いられる。また能率を高める為にホーンを用いる場合もある。形状・構造が大きく異なるものとしては、リボン状の振動板を用いたリボンツイーター、ドーナツ型の振動板を用いたリングツイーター（現時点ではオンキヨーの一部のスピーカーシステムのみ採用）、極薄の素材を用いた振動膜をメッシュ状の電極板で挟み込み、静電気で振動させて動作させるエレスタッドスピーカー（ソニーが90年代中期に製造したオーディオシステムの一部機種に採用されていた）、高電圧の空中放電による空気の体積変化を直接利用したイオンツイーターなどもある。
高音域になるほど直進性が強くなり、スピーカーの周囲全体に渡って一様に響かせるのが難しいため、ドーム状の振動板を用いたり、あるいはホーン型の場合音響レンズを用いたりして指向性を広げる。